# Cardiophorus dolini
Cardiophorus dolini là một loài bọ cánh cứng trong họ Elateridae. Loài này được Mardjanian in Dolin & Mardjanian miêu tả khoa học năm 1985.